# 桐城市
桐城市位于中國安徽省中部偏南，是安徽省轄、安庆市代管的县级市，1996年撤县设市。区域总面积为1472平方公里，常住总人口59.36万人。区人民政府駐文昌街道文津路。
桐城是国家历史文化名城，清朝著名的文学流派“桐城派”即产生于此。

## 历史沿革
桐城历史悠久，文风昌盛，为皖江文化的发祥地和集中地；桐城也因此享有“文都”盛誉。
- 夏，属扬州之域。
- 商，属扬州之域。
- 周，置桐国。
- 秦，为舒县隶九江郡。
- 西汉，初为枞阳县，隶庐江郡；文帝十六年（前164）改称舒县。
- 东汉，属舒和龙舒侯国，先隶庐江郡，后隶扬州刺史部。
- 晋，属舒县，先隶庐江郡，后隶扬州道，又隶晋熙郡。
- 南北朝宋，初为舒县，隶庐江郡；后为阴安县、吕亭左县，隶晋熙郡。齐，属晋熙郡阴安县，庐江郡舒县、吕亭左县（建元二年割晋熙属）。梁、陈，为枞阳郡枞阳县。
- 隋，初为枞阳县，属熙州；开皇十八年（598）改为同安县，隶同安郡。
- 唐，初仍为同安县，属同安郡；至德二年（757）因忌安禄山叛唐，去郡县名称中的“安”字，改同安郡为盛唐郡（后复为同安郡）、同安县为桐城县，此为桐城县名之始，沿用至今。
- 宋，北宋初年属舒州同安郡，政和五年（1115）属淮南西路德庆军；南宋绍兴十七年（1147）属安庆军，庆元元年（1195）属安庆府。
- 元，至元十四年（1277）属江淮行省安庆路，至元二十一年属江浙行省安庆路，至元二十三年属河南江北行省安庆路。
- 明，初属宁江府，洪武六年（1373）属安庆府，直隶南京。
- 清，初属江南省安庆府，康熙六年（1667）属安徽省安庆府。
- 中华民国，民国元年（1912）直隶安徽省，民国3年属安徽省安庆道，民国17年直属安徽省，民国21年属安徽省第一行政督察区。
- 中华人民共和国成立后，1949年属皖北行署安庆专区並劃出一部分歸新設的樅陽縣，1952年改属安徽省安庆专区，1969年长江洪水期间桐城受严重影响，1970年始隶安徽省安庆地区，1988年起隶属省辖安庆市。1996年升格为桐城市，由安庆市代管。

## 人口
根据(安徽省)安庆市第七次全国人口普查公报显示：桐城市常住人口为593629人，男性人口占比49.48%，女性人口占比50.52%，年龄结构中0-14岁占比14.39%，15-59岁占比63.89%，60岁以上占比21.73%，65岁以上占比17.77%。

## 地理
地势自西北向东南，山地、丘陵、平原依次呈阶梯分布，属亚热带气候区，气候温和，雨水充沛，四季分明，宜林、宜农、宜牧、宜渔。

## 经济
桐城是合肥都市圈副中心城市和皖江城市带承接产业转移示范区城市。桐城产业优势明显，现为全国印刷包装三大基地之一、运输机械名城、重要的汽配基地、全国最大的玻纤生产基地、全国最大的羽绒被出口生产基地、全国最大的制刷生产基地、华东最大的蛋鸭生产基地。

## 行政区划
桐城市位于安徽省中部偏西南，长江北岸，大别山东麓，东邻庐江、枞阳两县，西连潜山市，北接舒城县，南抵怀宁县和安庆市宜秀区。现下辖3个街道办事处，12个镇，2个省级经济开发区：
龙腾街道、文昌街道、龙眠街道、孔城镇、吕亭镇、范岗镇、新渡镇、双港镇、大关镇、青草镇、金神镇、嬉子湖镇、唐湾镇、黄甲镇、鲟鱼镇、桐城经济开发区和桐城双新经济开发区。

## 教育

### 高等学校
- 桐城师范高等专科学校：位于桐城市区。清光绪三十年（1904年）秋，桐城中学堂总理马其昶秉承吴汝纶先生遗志，为培养小学堂师资，广开新学，从原招学生中选出20余人，建立“桐城中学堂师范班”，修业一年毕业。此举开安徽新式师范教育之先河，桐城师范教育也由此发端。1944年2月，省教育厅批准办桐城简易师范学校。1951年10月，皖北行署文教处批文，改校名为“桐城县初级师范学校”，1957年秋，学校定名为“安徽省桐城师范学校”。2000年秋，学校与高校开展合作办学，招收高中毕业生开展三年制大专教育，2002年秋招收初中毕业生开展五年制大专教育，培养专科学历的小学教师。2010年2月3日，升格为“桐城师范高等专科学校”。

### 高级中学
截至2018年10月，桐城市有3所公办高中（安徽省桐城中学，安徽省天城中学，桐城市第八中学）、1所民办高中（安徽桐城吴汝纶公学）和1所专门的高中补习学校（桐城市高考辅导学校）。
2012年起，桐城市启动了高中学校布局调整，撤销第七中学，组建桐城中学范岗分校（桐城市高考辅导学校）；
2014年7月，桐城市委常委会研究通过《桐城市普通高中布局调整实施方案》，决定“自2014年秋季开始，第二中学高中部，第9、第10、第11中学停止高一招生；以第八中学为依托，组建东部新城高中；第九中学作为教师进修学校举办地”。
2018年8月，桐城市委、市政府出台了《关于加快推进全市教育事业科学发展的意见》，进一步明确高中学校向优质学校集中的规划布局，决定撤销原第5、第6、第8、第10、第11中学的普通高中建制，整体并入新的第八中学，形成新的第八中学五中校区、六中校区、卅铺校区；同时撤销桐城中学范岗分校，设立由桐城中学、天城中学、桐城八中三所省示范性普通高级中学联合办学的桐城市高考辅导学校。
- 安徽省桐城中学：百年名校，由桐城派后期大师、京师大学堂首任总教习吴汝纶先生于1902年创办。[9]

- 安徽省天城中学：位于双港镇。源于1826年创建的天城书院。光绪30年（1906）教育家阮强倡办公立天城两等学堂，百年新学由此开始。民国34年（1945）创办私立天城初级中学。1959年9月，改称桐城县天城初级中学，并被定为安庆地区重点中学。1982年改为三年制高中。2000年12月，通过安庆市示范高中评估验收。2002年成为安徽省示范高中。
- 桐城市第二中学：位于城区。前身是1912年创建的三育小学，1928年扩建成三育中学，1943年迁至现址。文革中停办，1974年恢复招生，并更名为桐城二中。 1978年增设高中部，2004年底通过安庆市示范高中评估验收。是桐城市规模最大的完全中学。
- 桐城市第五中学：位于城区，原石河高中，创办于1969年，1970年春开始招收高中班，是桐城市创建最早的一所单一建制的普通高中。1984年8月，经省教委批准改为三年制高中。是安庆市示范高中。
- 桐城市第六中学：原青草高中，坐落于青草镇陶冲，学校创办于1944年，2002年升格为安庆市示范高中。
- 桐城市第八中学：原大关高中，成立于1958年，原位于大关镇卅铺，现位于桐城市开发区，安徽省示范高中。
- 桐城市第九中学：原孔城高中，位于孔城镇，安庆市示范高中。
- 桐城市第十中学：原金神高中，位于金神镇，安庆市示范高中。
- 桐城市第十一中学：原青草塥中学，位于青草镇，安庆市示范高中。

### 高考辅导学校
- 桐城中学范岗分校：是2012年7月经市委常委会议研究决定的，由原桐城市第七高级中学改制后成立的一所全日制高级中学。桐城中学范岗分校具有独立事业单位法人资格，承担全市高考辅导教学任务，走自主特色办学之路。校址位于原桐城市第七中学（创办于1958年）。现有15个教学班，在校学生1200余人，教职工112人。[10]

### 民办学校
- 安徽桐城吴汝纶公学：吴汝纶公学创办于2003年9月，一所集幼儿园、小学、初中、高中于一体的全日制寄宿式学校。

### 中等职业学校
- 桐城江淮工业学校[11]
- 桐城中华职业学校
- 桐城技工学校
- 安庆文都科技职业学校

## 医疗
- 桐城市人民医院，创建于1949年，集医疗、教学、科研、康复于一体的“二级甲等”综合性医院。[12]
- 桐城市中医医院，成立于1985年7月，是一所融中西医结合医疗、教学、科研、预防、康复、肿瘤防治为一体的二级甲等中医医院。[13]

## 交通

### 公路
- 合安高速（合肥至安庆）
- 206国道（烟台至汕头）
- 237国道过境。
- 228省道（桐城至枞阳）

### 铁路
- 合九铁路（合肥至九江）
- 合安九高铁，即合安九客运专线（铁路自安徽省合肥市起，经舒城县、庐江县、桐城市、安庆市、潜山市、太湖县、宿松县，湖北省黄梅县，至江西省九江市）

### 机场
桐城祥跃通用机场：拟在孔城镇古井村开建，建设项目有飞机跑道、停机坪、停机库、指挥塔台等设施，以及航空应急救援中心、航空旅游俱乐部、通航综合会展中心、通航企业总部基地和相应的生活配套设施。总投资规模约5亿元人民币，总用地约500亩。按照“一次规划、分步实施”的原则组织建设，计划五年内向桐城通用机场投放固定翼与直升机总量达30架。这对进一步拉动桐城市经济增长、完善应急救援体系、构建立体交通体系、构筑区域旅游发展新格局起到推动作用。

## 名人
- 李公麟
- 方以智
- 戴名世
- 方苞
- 姚鼐
- 刘大櫆
- 姚莹
- 左光斗
- 张英
- 张廷玉
- 吴樾
- 吴汝纶
- 方东美
- 黄镇
- 施剑翘
- 章伯钧
- 朱光潜
- 严凤英
- 慈云桂
- 方令孺
- 舒芜
- 吴曼青
- 段路明
- 張菲
- 費玉清

## 桐城籍院士
从1955年中国科学院开始选聘学部委员开始，桐城籍的两院院士已达十几位，在中华民国政府治下的台湾亦有桐城籍学者获选为中央研究院院士，被称为“院士之乡”。这些院士分别是：
中科院院士
- 孙德和（1911—1981），生于北京，祖籍桐城，1955年选聘为中国科学院院士。
- 慈云桂（1917—1990），生于桐城北乡麒麟镇（今属枞阳县），桐城中学毕业，1980年当选为中国科学院院士。
- 吴杭生（1932-2003），桐城西乡吴家嘴吴氏族人，1993年当选为中国科学院院士。
- 宁津生，1932年生于桐城杨桥（今属宜秀区），1995年当选中国工程院院士。
- 汪旭光，1939年生于桐城横埠（今属枞阳县），1995年当选中国科学院院士。
- 陆大道，1940年生于桐城（今属枞阳县），2003年当选中国科学院院士。
- 吴奇，1955年生于芜湖，籍贯桐城，2003年当选中国科学院院士。
- 徐南平，1961年生于桐城，2005年当选中国工程院院士。
- 吴曼青，1965年生于桐城青草，麻溪吴氏族人，桐城中学毕业，2009年当选中国工程院院士。
- 程和平，1962年出生于桐城文昌街道，桐城中学毕业，2013年当选中国科学院院士。
- 吴立新，1966年生于桐城姚塝，青草中学毕业，2013年当选为中国科学院院士。
- 丁汉，1963年生于枞阳，白云中学毕业，2013年当选中国科学院院士。
- 方复全，1964年生于桐城青草，桐城中学毕业，2017年当选中国科学院院士。

中央研究院院士
- 严耕望（1916-1996），生于桐城罗岭（今属宜秀区），1970年当选台湾中央研究院院士。
- 方复 ，1930年生于桐城，1992年当选台湾中央研究院院士。

老桐城主要包括今桐城市、枞阳县、杨桥镇、罗岭镇，桐城籍院士包括枞阳籍汪旭光和丁汉。慈云桂和陆大道分别为老桐城北乡杨湾和麒麟人，祖籍遵其个人意愿填桐城。

## 名胜古迹
- 六尺巷
- 桐城文庙
- 孔城老街
- 紫来桥
- 文和园
- 龙眠山
- 藻青山
- 嬉子湖
- 三道崖
- 投子寺

## 桐城特产
- 桐城小花
- 桐城水芹
- 桐城大关水碗
- 青草香大米
- 龙眠山茶油
- 蒿子粑
- 桐城丝枣
- 桐城菜心粑